# 신칸센 955형 전동차
신칸센 955형 전동차(일본어: 新幹線955形電車) 또는 300X는 1994년에 도카이여객철도가 개발한 고속열차로 운용에 필요한 데이터를 수집하기 위해 제작했다.

## 역사
1994년 12월 22일에 최초로 출시되었다. 1995년 한신·아와지 대지진으로 인해 운행이 중단됐다가 같은 해 5월에 교토 ~ 마이바라까지 시운전에 들어가면서 마이바라 ~ 교토 구간에서 시속 354.1km/h를 기록했다. 1996년에 신칸센 952형·953형 전동차가 시속 426.6km/h를 기록했지만 같은 해 7월에 최고 속도인 시속 443.0km/h를 기록했다. 2002년 2월 1일에 시험 운행이 끝나면서 선두부를 제외한 전 차량이 폐차되었다.

## 객차 구성
- 당시 6량 편성으로 운행했고 등록 차호는 A0호이다.

| 호차      | 1     | 2     | 3     | 4     | 5     | 6     |
| --------- | ----- | ----- | ----- | ----- | ----- | ----- |
| 명칭      | Mc    | M     | M     | M     | M     | Mc    |
| 번호      | 955-1 | 955-2 | 955-3 | 955-4 | 955-5 | 955-6 |
| 무게 (톤) | 36    | 36    | 36    | 32    | 36    | 36    |

1호차의 경우 미쓰비시 중공업, 2호차와 4호차의 경우 닛폰차량제조, 3호차의 경우 가와사키 중공업, 5호차부터 6호차까지 히타치 제작소에서 제작했다.
2호차, 5호차의 경우 팬터그래프가 존재했다.

## 사진

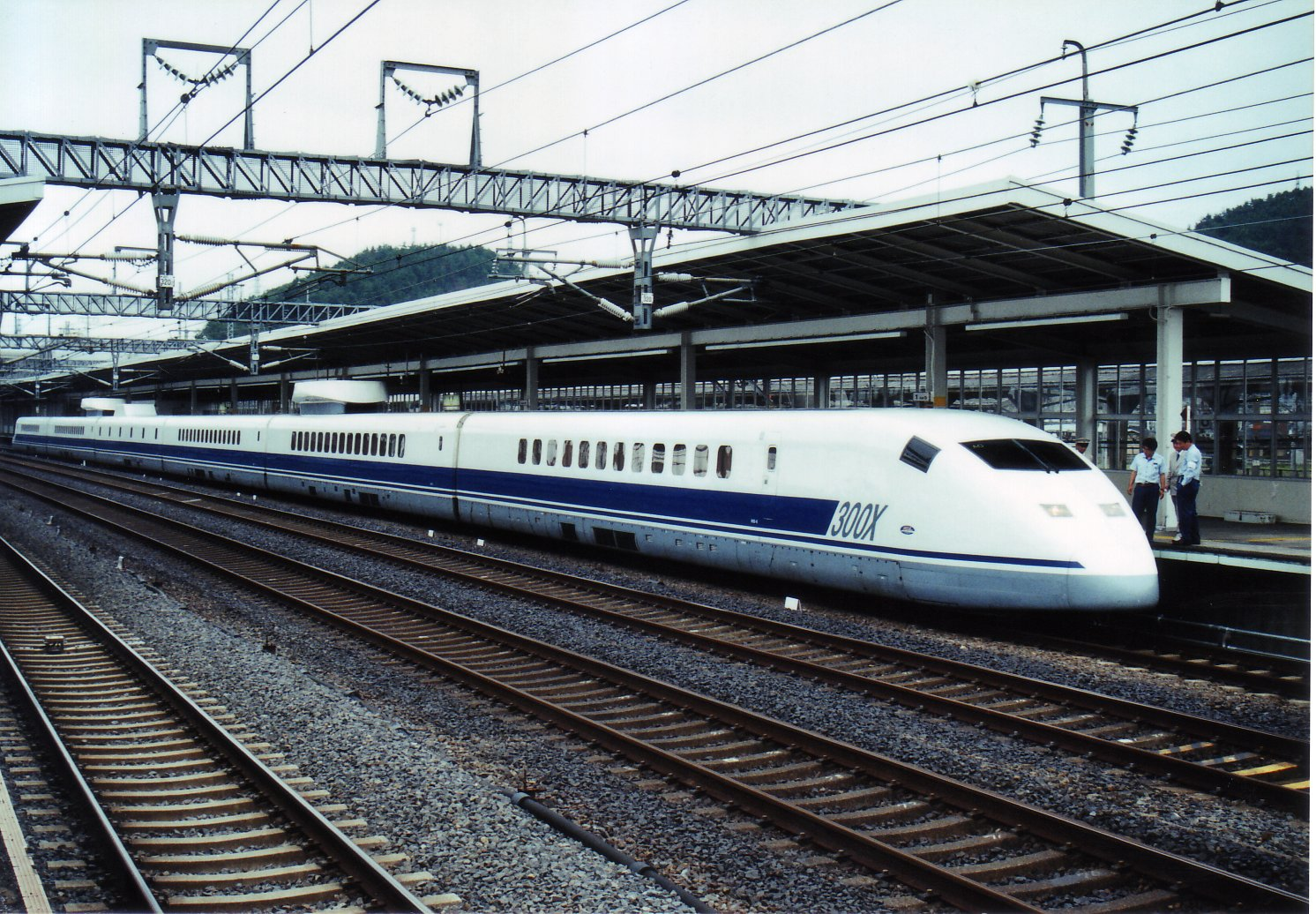
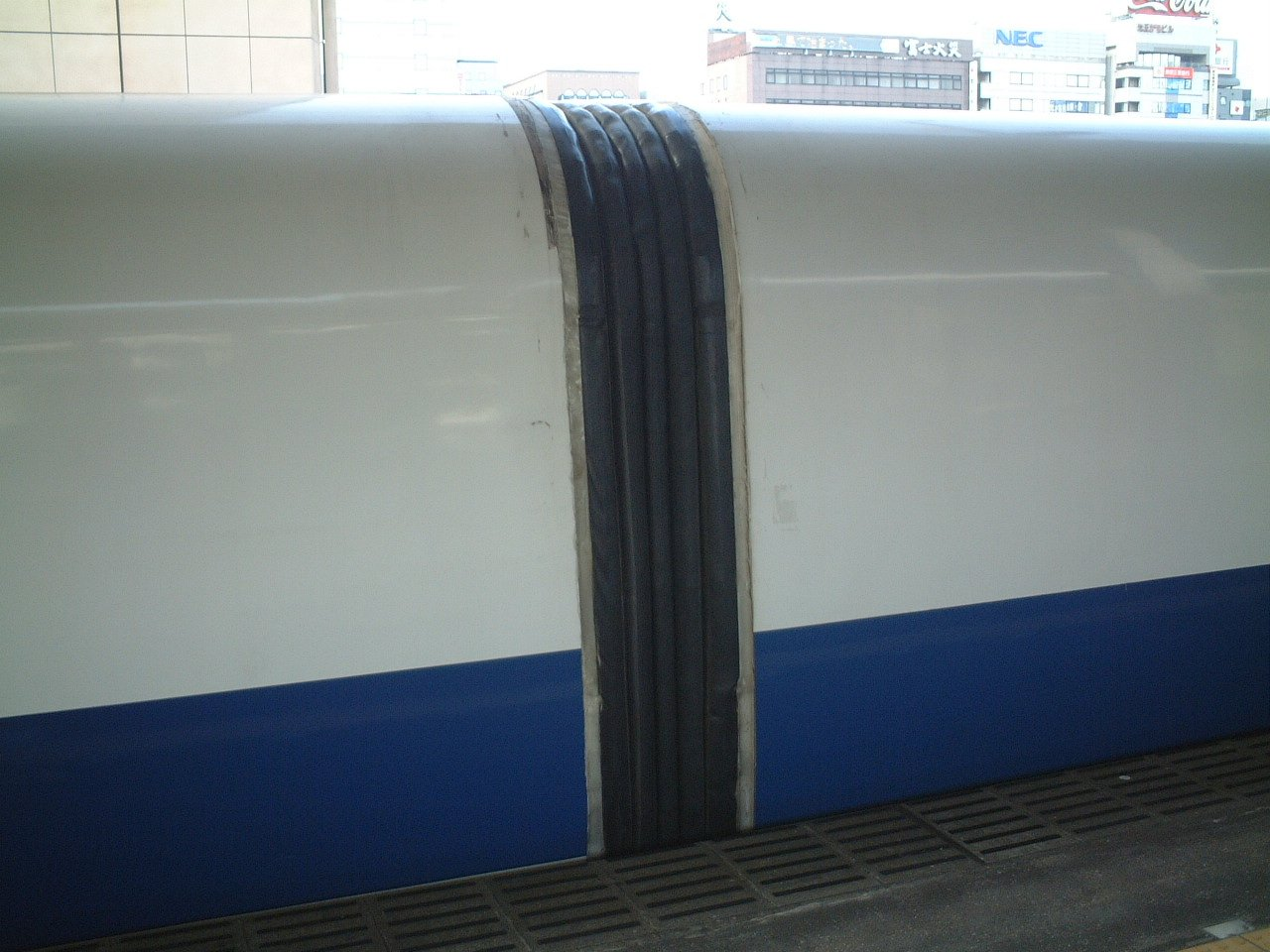
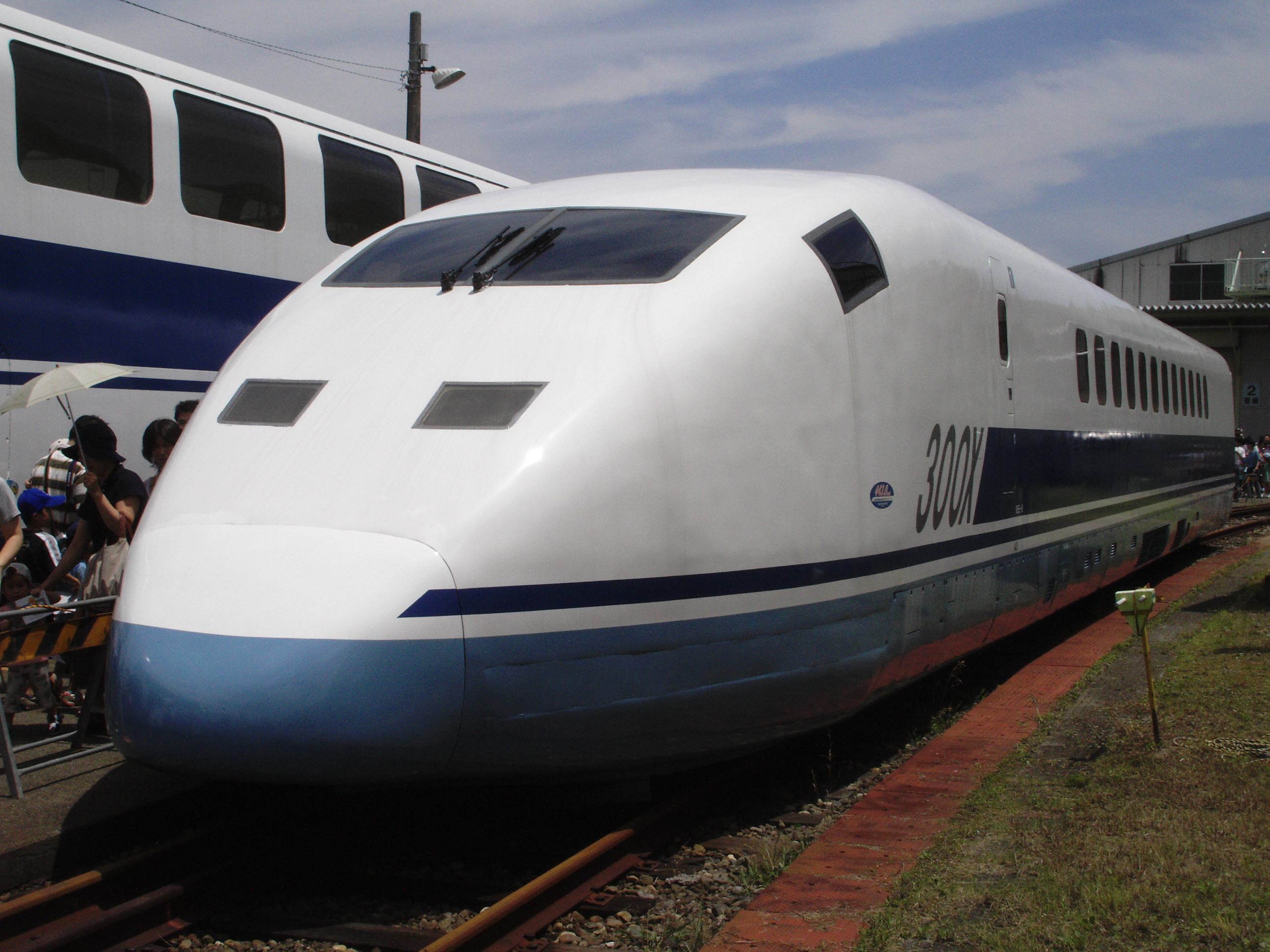
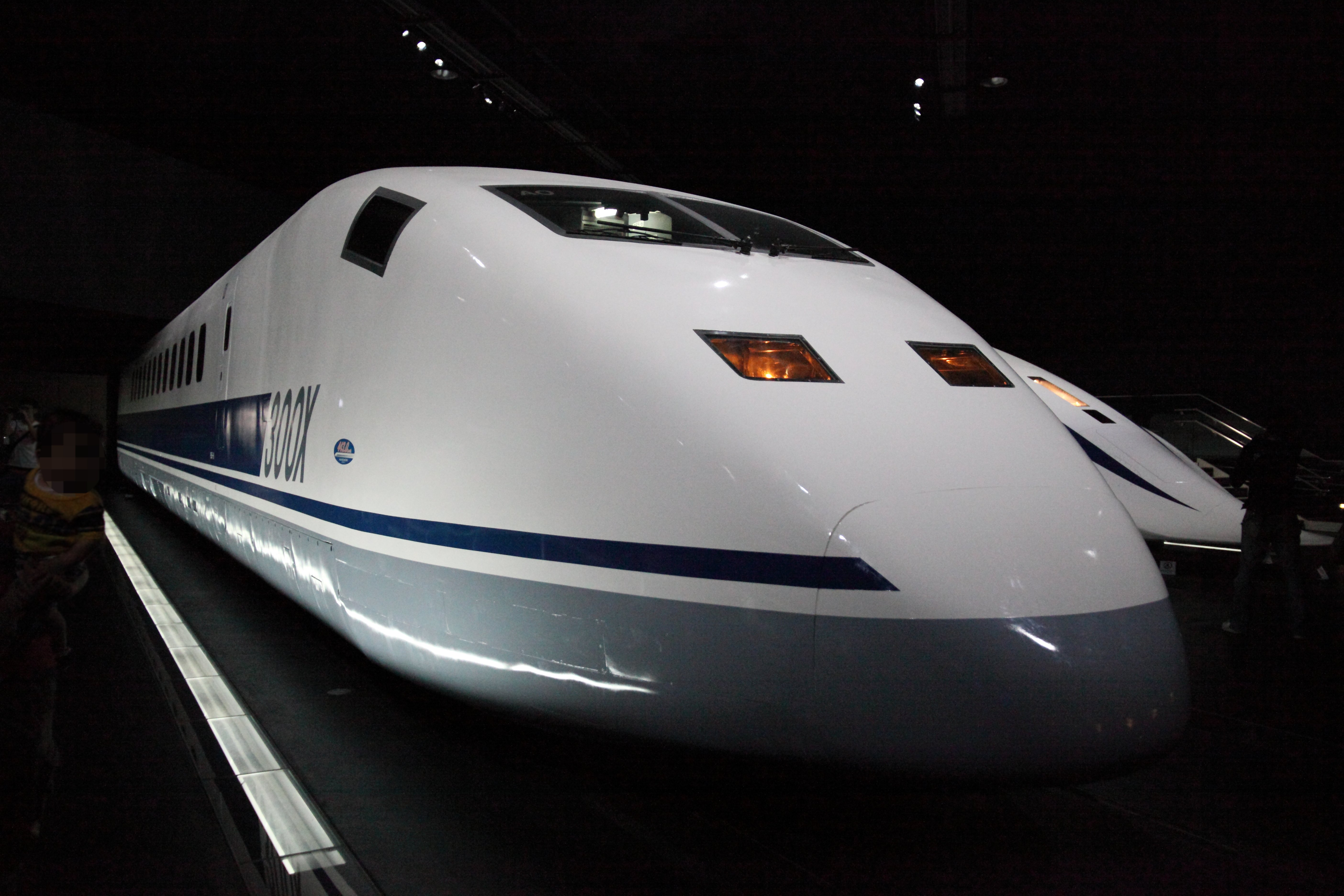
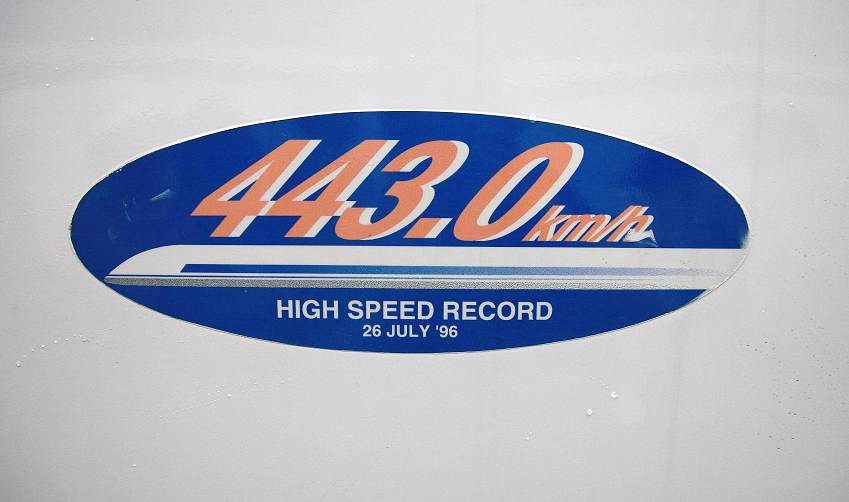

## 보존 및 전시 차량
- 955-1
시가현 마이바라시에 위치한 철도 종합 기술 연구소에서 보존하고 있다.
- 955-6
시즈오카현 하마마쓰시에 위치한 하마마츠 공장에서 보존하고 있다.

## 같이 보기
- 신칸센 500계 900번대 전동차